# Sierra de las Tinajas Altas
La sierra de las Tinajas Altas (O'odham: Uʼuva:k o Uʼuv Oopad) es una sierra ubicada en el condado de Yuma en Arizona, Estados Unidos de América, a unas 35 millas al sureste de la ciudad de Yuma. Se caracteriza por su clima árido y temperaturas extremas. El extremo sur de la sierra se extiende a lo largo de una milla en el interior del estado de Sonora en México, específicamente en el perímetro norte del Gran Desierto de Altar. 
La sierra cuenta con una longitud de 22 millas y cerca de 4 millas de ancho en su mayor amplitud. Su cota máxima se encuentra en un pico sin nombre a unos 843 msnm, que se ubica a 32°16'26"N, 114°02'48"W (NAD 1983 datum). En esta sierra se ubica el centro del pueblo Hia C-ed O'odham.